# Заблоцкий-Десятовский, Андрей Парфёнович
Андре́й Парфёнович Забло́цкий-Десято́вский (4 [16] июля 1808, Черниговская губерния — 24 декабря 1881 [5 января 1882], Санкт-Петербург) — русский государственный деятель, статистик и экономист. Член Государственного совета, статс-секретарь, действительный тайный советник (1877). Член-корреспондент Петербургской академии наук (1856).
Брат Павла Парфёновича и Михаила Парфёновича Заблоцких-Десятовских.

## Биография
Родился 4 (16) июля 1808 года в небогатой старинной малороссийской дворянской семье Черниговской губернии на хуторе Напрасновка в Черниговской губернии.
Окончил Новгород-Северскую гимназию (1824) и с золотой медалью физико-математический факультет Московского университета (1827). В 1832 году за исследование «О способах исследования кривых линий второго порядка» (М., 1831) был удостоен Московским университетом степени магистра математики. Служил в хозяйственном департаменте министерства внутренних дел, где весьма скоро были замечены его блестящие математические и редакторские способности. Ему поручили первые самостоятельные работы по статистике населения Российской империи, потом и редакцию Журнала Министерства внутренних дел. В 1835 году на него были возложены обязанности правителя канцелярии статистического отдела.
В конце 1837 года он был переведён на должность чиновника по особым поручениям в V отделении Собственной Е.И.В. канцелярии, а затем в только что образованное Министерство государственных имуществ. Кроме возложенной в 1840 году на Заблоцкого-Десятовского работы редактором Журнала Министерства государственных имуществ, он стал и «пером» начальника министерства графа П. Д. Киселёва — при возникших вследствие подобной работы близких отношений, Заблоцкий-Десятовский стал ближайшим доверенным лицом министра, его советником и консультантом.
Как и министр П. Д. Киселёв, Заблоцкий-Десятовский был убеждённым противником крепостного права. Когда в секретном комитете, учреждённом в 1839 году, рассматривался проект графа Киселёва об ограничении крепостного права, Киселёв, желая подкрепить свои предположения неопровержимыми фактами, поручил Заблоцкому-Десятовскому и ещё одному доверенному лицу объездить летом 1841 года внутренние губернии и под предлогом инспекции управления государственного имущества вникнуть в положение помещичьих крестьян. Результатом этой поездки стала записка Заблоцкого-Десятовского «О крепостном состоянии в России», в которой этот вопрос рассматривался со всех сторон — хозяйственной, нравственной и политической, и разрешение вопроса предполагалось именно так, как это было сделано в 1861 году.
Особенно восставал Заблоцкий-Десятовский против мысли об освобождении крестьян без земли и отвергал всякие надежды на систему добровольных соглашений. Эта записка не только не могла появиться в то время в печати (она была опубликована лишь 40 лет спустя, в приложении к книге Заблоцкого-Десятовского о Киселёве), но сам Киселёв не решился даже представить её императору Николаю I, а рукопись держал в глубочайшей тайне; тем не менее, она стала известной сторонникам крепостного права и навлекла на Заблоцкого-Десятовского их ненависть, которую особенно давал ему почувствовать влиятельный князь Меншиков.
Открытие сельских школ, созданных усилиями Управления государственного имущества, обнаружило недостаток книг для народного чтения. В 1843 году Заблоцкий-Десятовский вместе со своим другом, князем В. Ф. Одоевским, предпринял издание сборника для крестьян под названием «Сельское чтение» (11 изд. 1-й книги СПб., 1864), в первые два года разошедшегося в количестве до 30000 экземпляров.
Этот колоссальный успех Белинский объяснял как глубоким знанием быта, потребностей и самой натуры русского крестьянина, так и талантом, с каким издатели сумели воспользоваться этим знанием. Затем появились: «Рассказы о Боге, человеке и природе» (СПб., 1849), составленные Заблоцким-Десятовским при участии князя Одоевского, и его «Ручная книжка для грамотного крестьянина» (СПб., 1854; 9-е изд. — 1872).
В 1847 году появилась в «Отечественных записках» (книги 5 и 6) знаменитая статья Заблоцкого-Десятовского «О причинах колебания цен на хлеб в России», в которой проводилась мысль, что одной из главных причин чрезвычайного понижения цен на хлеб в России служит даровой для землевладельцев труд, обусловленный крепостной зависимостью (что скрывалось под термином «обязательная рента»), и доказывалось, что «правильная соразмерность между производством и запросом хлеба на рынках может установиться только тогда, когда рента примет естественный экономический характер» (считай: когда уничтожится крепостное право).
Действительный член Русского географического общества с 19 сентября 1845 года. В 1848 году он был избран председателем статистического комитета Русского географического общества.
После 1848 года Заблоцкий-Десятовский печатал статьи по земледелию («Хозяйственные афоризмы» в «Отечественных записках» 1849 и другие) и по статистике («Взгляд на историю развития статистики в России» в «Записках Географического общества» 1848, т. II); с 1853 до 1859 года редактировал «Земледельческую газету». Под его же редакцией в течение многих лет издавались журналы министерств внутренних дел и государственных имуществ.
Его любовь к литературе выразилась и в том, что он в 1859 году участвовал в основании «Общества для пособия нуждающимся литераторам и учёным», для которого выработал вместе с К. Д. Кавелиным устав и в котором шесть лет был председателем комитета. В 1859 году Заблоцкий-Десятовский был назначен статс-секретарём в департамент законов Государственного совета. Здесь он принимал участие в законодательной работе по освобождению крестьян, отмене питейных откупов и реформе государственного контроля.
В 1867 году был переведён в комитет при министре финансов, в 1875 году назначен членом Государственного совета.
В 1865 году напечатал в «Русском вестнике» статью «О финансах Австрии». В 1868 году издал «Обозрение государственных доходов России» (СПб.), в котором доказал, что крестьянин есть важнейший источник прямых и косвенных сборов и что на нём лежит вся тяжесть государственного бюджета.
В 1869 году Заблоцкому-Десятовскому было поручено собрать сведения о способах взимания прямых налогов в Пруссии; результатом этой командировки стал капитальный труд «Финансовое управление и финансы Пруссии» (СПб., 1871). Последний обширный труд Заблоцкого-Десятовского, появившийся в печати, «Граф П. Д. Киселёв и его время» (СПб., 1882), был весь основан на неизданных материалах и проливал свет на многие важнейшие стороны внутренней и внешней политики России за большую часть XIX века.
Ненапечатанными остались «Письма о деньгах», в которых Заблоцкий-Десятовский в популярной форме изложил основы политической экономии. С 1853 года и до своей кончины Заблоцкий-Десятовский был гласным Санкт-Петербургской думы и много сделал для освобождения городской казны от непроизводительных расходов, налагавшихся на неё по произволу администрации.
В соответствии с его идеей издаются с 1863 года «Известия городской думы»; ему же принадлежит первоначальная мысль о санитарном исследовании вод в санкт-петербургских реках и каналах, о проведении в столице периодических переписей, об организации статистических исследований Санкт-Петербурга, которым он положил начало своей книжкой «Статистическое обозрение Санкт-Петербурга» (СПб., 1833). Ему обязано своим возникновением и процветанием общество помощи бедным в приходе Андреевского собора на Васильевском острове, дела которого он в качестве председателя вёл с самого основания общества в 1868 году и до своей кончины.
Умер 24 декабря 1881 (5 января 1882) года, похоронен на Смоленском православном кладбище в Санкт-Петербурге.